# Comuna Vasîlkî, Lohvîțea
Vasîlkî (în ucraineană Васильки) este o comună în raionul Lohvîțea, regiunea Poltava, Ucraina, formată din satele Haiivșciîna, Hrîstanivka și Vasîlkî (reședința).

## Demografie
Componența lingvistică a comunei Vasîlkî
     Ucraineană (98,08%)
     Rusă (1,32%)
     Alte limbi (0,5%)
Conform recensământului din 2001, majoritatea populației comunei Vasîlkî era vorbitoare de ucraineană (98,08%), existând în minoritate și vorbitori de rusă (1,32%).